# La Paloma (telenovela)
La Paloma (lit. A pomba) é uma telenovela mexicana produzida pela Televisa e exibida entre 14 de agosto e 20 de outubro de 1995. 
Foi protagonizada por Gerardo Hemmer e Maite Embil e antagonizada por Manuel Ojeda e Arsenio Campos. 
Teve curta exibição, já que foi cancelada após a morte do protagonista, Gerardo Hemmer.

## Sinopse
Ramiro (Manuel Ojeda) comanda uma funerária com "mãos de ferro", sendo autoritário com sua esposa, Teresa (Isaura Espinoza), e seus filhos. Apesar de ter uma moral inatacável, Ramiro é um homem avarento e corrupto, que toma Lilia (Yolanda Ventura) por amante.
Do outro lado da história está o jovem Rafael Estrada (Gerardo Hemmer), que trabalha na pizzaria "El Palomar" e mora com a mãe, Toña (Lupita Lara). Desde a morte do patriarca da família, os dois vivem com poucos recursos.
Um dia, Toña e Rafael vão ao banco e se veem no meio de um assalto, que culmina com uma troca de tiros entre os bandidos e a polícia. Durante a fuga dos meliantes, Toña é baleada e morre pouco depois. Seu corpo é levado por Rafael e seus amigos, Paco (Arath de la Torre), Ángel (José María Yazpik) e "El Chino", para a funerária de Ramiro. Não tendo como arcar com os gastos do enterro, Rafael oferece o broche de esmeraldas de Toña como garantia.
Nesse meio tempo, Emilia (Maite Embil), a filha mais nova de Ramiro, chega à funerária acompanhada de Teresa para pedir que seu pai pague a inscrição que fez para assistir aulas de aeróbica. Com a recusa de Ramiro, Emilia sai chorando e entra na sala de velórios, onde encontra Rafael, também lacrimoso. Eles se olham e ela vai embora depois.
Ramiro leva o broche de esmeraldas a Gilberto (Joaquín Cordero), um joalheiro muito amigo seu, para saber qual o valor do mesmo. Vencido o prazo do pagamento do funeral de Toña, Rafael perde o broche e vai à ruína, enquanto Ramiro presenteia Lilia com o broche, sem saber que Lilia é irmã de Paco.
E, mesmo sem a permissão de Ramiro, Rafael e Emilia se apaixonam, se comunicando através das pombas do dono da pizzaria onde Rafael trabalha (por isso o título da novela, La Paloma).

## Elenco
- Gerardo Hemmer - Rafael Estrada Fuentes
- Maite Embil - Emilia López Yergo
- Manuel Ojeda - Ramiro López Yergo
- Arsenio Campos - Luis Alarcón
- Yolanda Ventura - Lilia
- Arath de la Torre - Paco
- Joaquín Cordero - Gilberto Bernal
- Delia Casanova - Elsa
- Isaura Espinoza - Teresa Tovar de López Yergo
- José María Yazpik - Ángel
- Adriana Barraza - Madre Clara
- Carolina Valsaña - Marcela
- Martha Mariana Castro
- Marina Marín - Lucía
- Antonio Miguel - Don Mario
- Hernán Mendoza - Leonardo
- Sergio Sánchez - Montaño
- Lupita Lara - Toña
- Óscar Flores - Neto
- Samuel Loo - Enrique
- Alejandra Morales - Alicia
- Dalilah Polanco - Armida
- Alisa Vélez - Pilar López Yergo
- Fidel Garriga - Pedro
- Lourdes Villarreal - Rosa

## Prêmios e indicações

### Prêmios TVyNovelas 1996
| Categoria       | Indicado(a) | Resultado |
| --------------- | ----------- | --------- |
| Atriz revelação | Maite Embil | Indicado  |

## Morte do protagonista e cancelamento
Quando La Paloma já estava há três semanas no ar [15 capítulos] e tinha uma boa audiência, o ator Gerardo Hemmer, de 25 anos, morreu em 4 de setembro de 1995, em consequência de uma fuga de gás em seu apartamento. Após este lamentável acontecimento, o produtor executivo da trama, José Rendón, decidiu continuar a novela e escolher um ponto de partida para o desaparecimento de Rafael, personagem do falecido ator, mudando toda a história planejada desde o começo e descartando vários capítulos já gravados.
Foi criada uma nova abertura para a novela, utilizando cenas do casal protagonista (Emilia e Rafael) e tendo como fundo musical "Te Ofrezco", que Maite Embil gravara especialmente para a trama.
"Gostaria que as coisas fossem de outra forma, e a única coisa que posso dizer é que estamos buscando forças para que La Paloma continue no ar, mesmo que a história seja completamente diferente do princípio." - Maite Embil
"É muito delicado tratar desse tema, porque corremos risco de que o povo ache que nós estamos tentando ganhar fama com algo tão doloroso. Acho que trabalhar sob as circunstâncias em que estamos trabalhando nestes últimos dias é muito difícil, mas nos resta a satisfação de seguirmos adiante, tal como quereria Gerardo." - Jorge Avendaño, produtor musical da novela.
A trama recomeça quando Emilia foge do internato de freiras onde fora colocada sob as ordens de Ramiro, se escondendo no apartamento de Rafael. No capítulo 40, Ramiro e seu cúmplice, Luis Alarcón (Arsenio Campos), mandam um criminoso [o mesmo que assassinara Toña] buscar Emilia. Quando o delinquente bate na porta, Rafael manda Emilia se esconder num closet e Rafael luta com o meliante [este foi o momento que a produção escolheu para sumir com Rafael e mudar a história].
Do closet, Emilia escuta um tiro. Quando sai, encontra Rafael morto. No fim do capítulo, eram mostradas mais cenas de Rafael como uma homenagem a Gerardo Hemmer, ante a dor. Depois do funeral de seu amado, Emilia decide voltar e refugiar-se voluntariamente no internato para começar seu processo de recuperação. Ao mesmo tempo, Teresa começa a se livrar do jugo de seu marido, Ramiro, e Lilia descobre as mentiras deste.
Mas esta trama não durou muito tempo. No dia 16 de outubro de 1995, a Televisa põe no ar as chamadas de Retrato de Familia, que seria exibida na faixa das 16h, substituindo La Paloma. Na sexta-feira seguinte, 20 de outubro, foi exibido o capítulo 50 de La Paloma, que terminou com uma cena onde Teresa recebe Gilberto em sua casa. Gilberto chega acompanhado de Lilia, que é apresentada por ele como sua noiva. Esta foi a última cena exibida de La Paloma, sendo assim a primeira telenovela mexicana a ser picotada e também a primeira a sair do ar sem apresentar um desfecho sequer. Muitos capítulos já gravados ficaram sem ir pro ar.

Ao longo dos anos, o público especulara que La Paloma fora cancelada em respeito à alma de Gerardo Hemmer. Mas nada disso fora provado, segundo declarações de Maite Embil à revista TVyNovelas:
"A telenovela estava planejada para completar sua carga de 75 capítulos, com uma nova história, na qual Emilia aprenderia a viver sem Rafael. Inicialmente, a Televisa aceitou que [José] Rendón continuasse produzindo a novela, mas de repente mudou de ideia e cancelou La Paloma."
A verdadeira razão do cancelamento de La Paloma jamais fora comentada publicamente por nenhum dos envolvidos.
La Paloma, até onde se sabe, nunca foi reprisada e Maite Embil se afastou das novelas e da televisão, voltando à atuar somente em 1999, como Andrea Ibáñez na novela Tres Mujeres.